# هورودوك (محافظة كميلنيتسكي)
هورودوك (Городок) هي مدينة في محافظة كميلنيتسكي في أوكرانيا.
يبلغ عدد سكانها حوالي 16955 نسمة.

## معرض صور

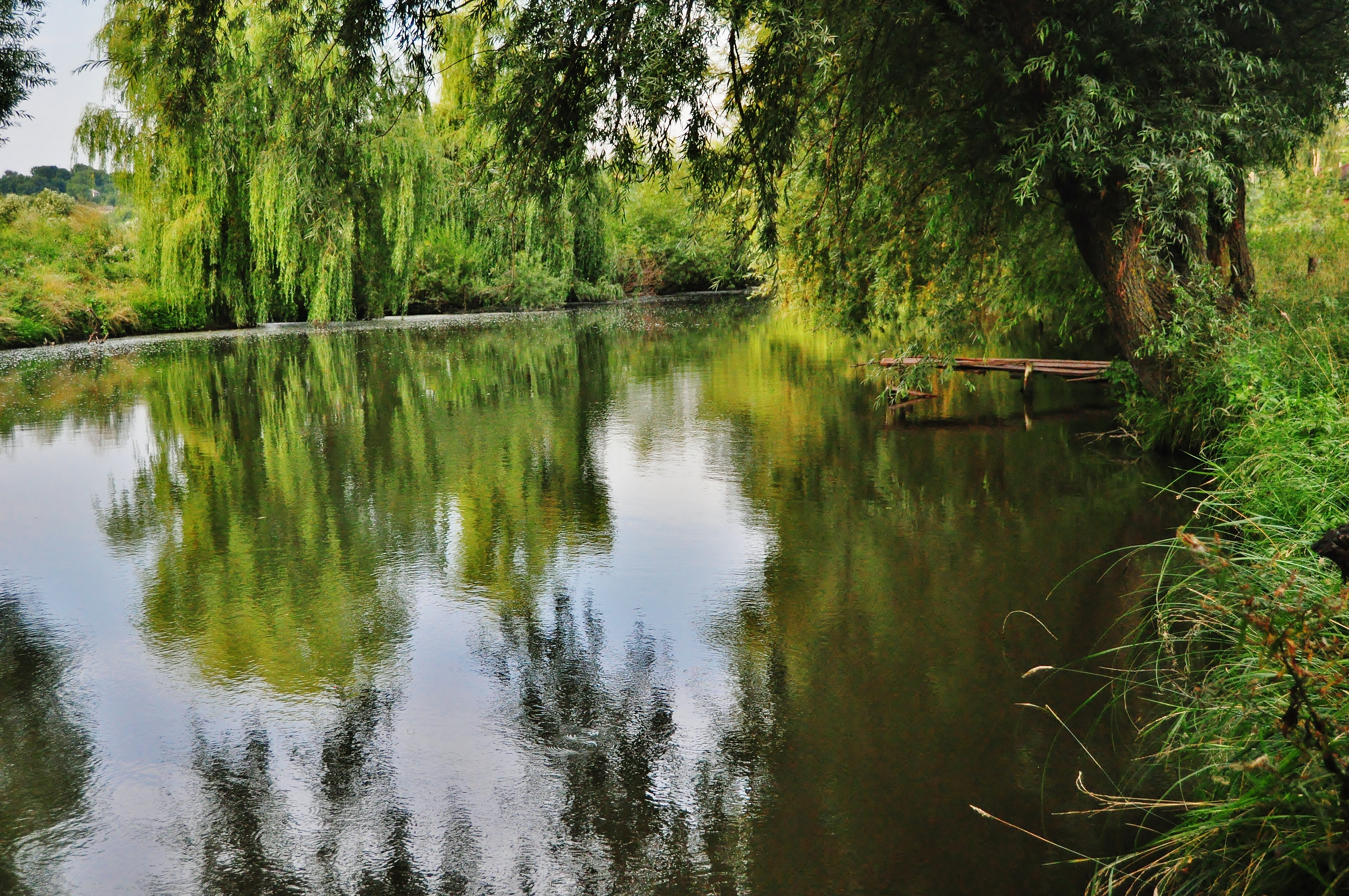
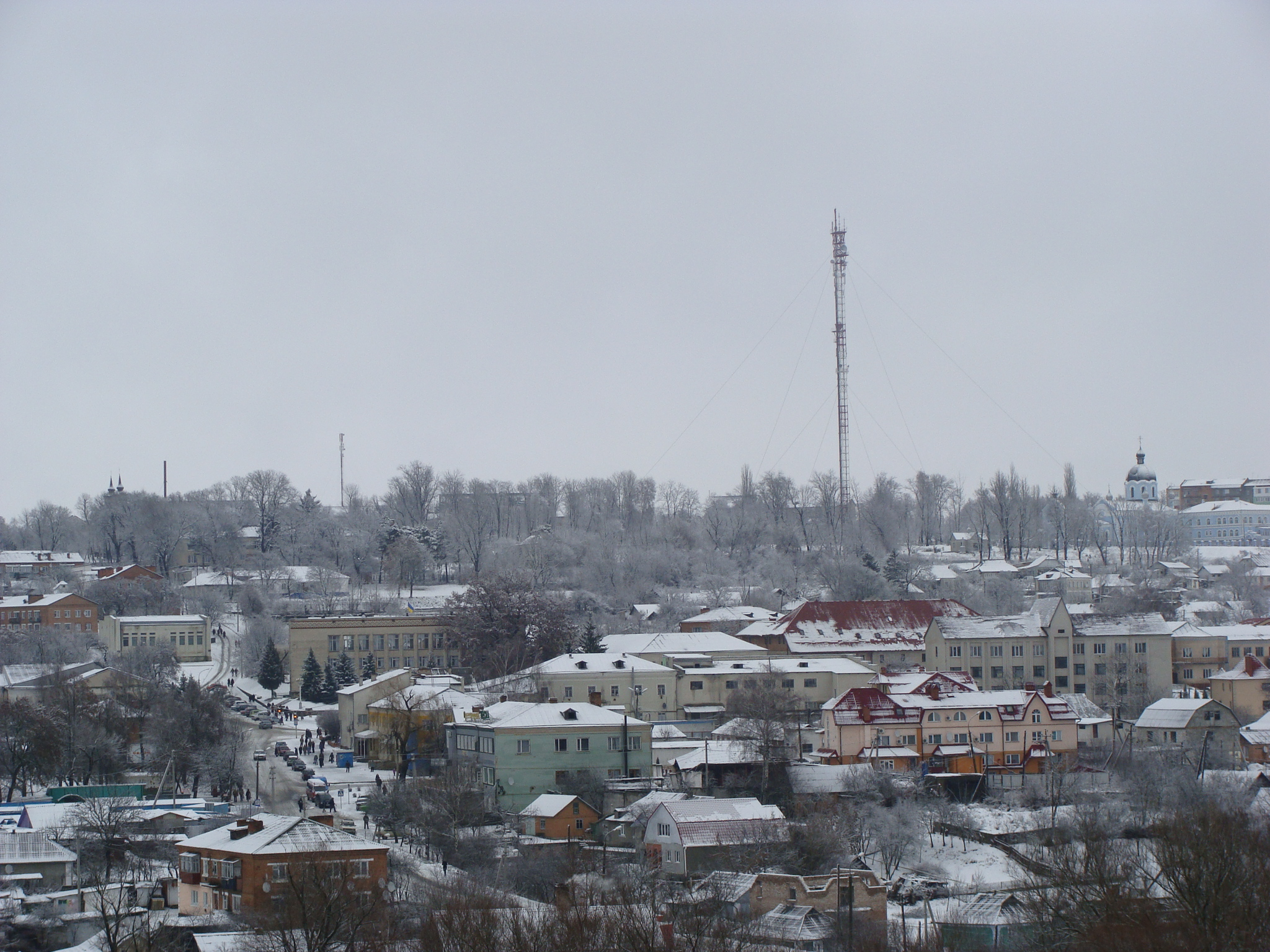
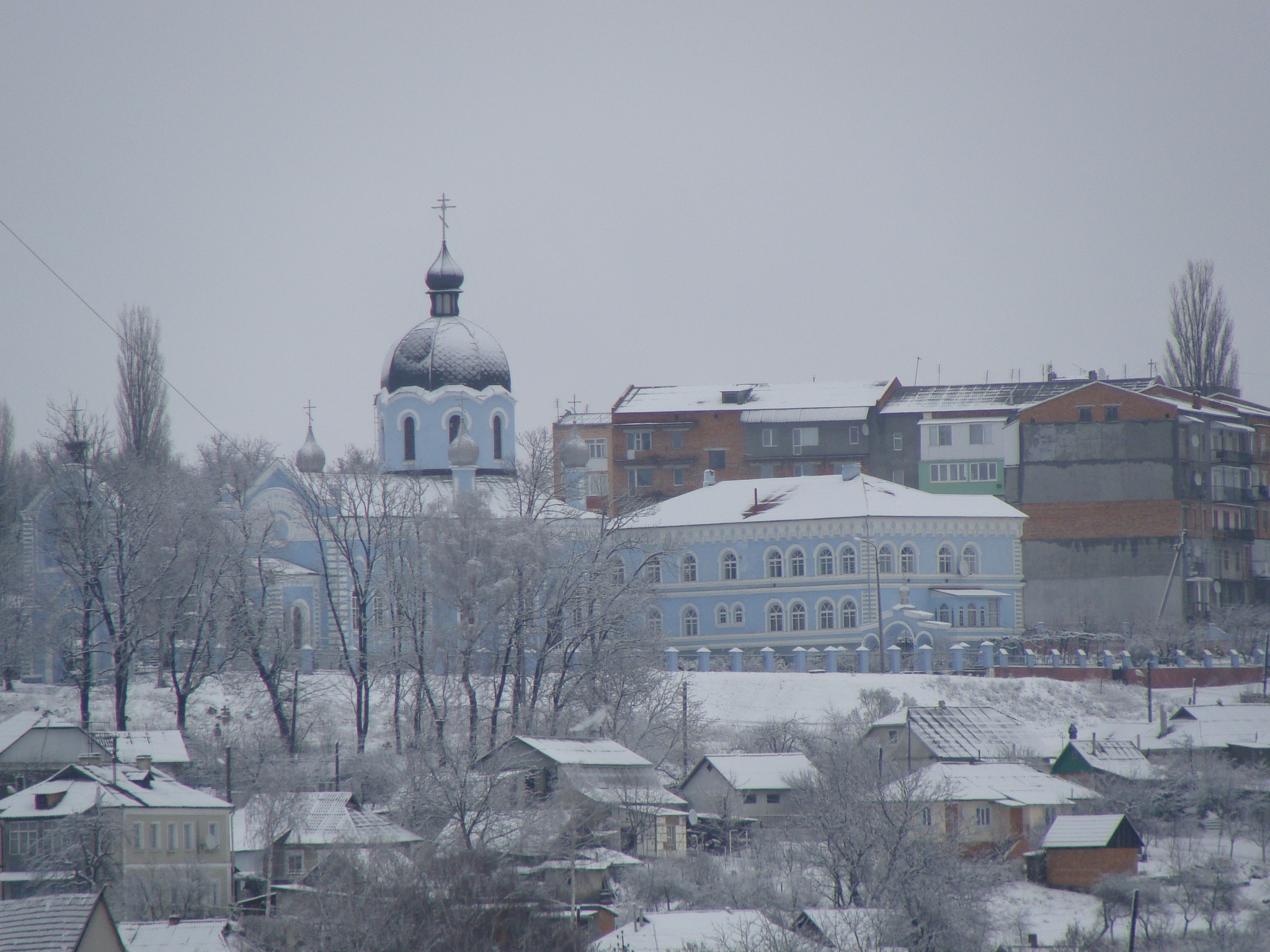
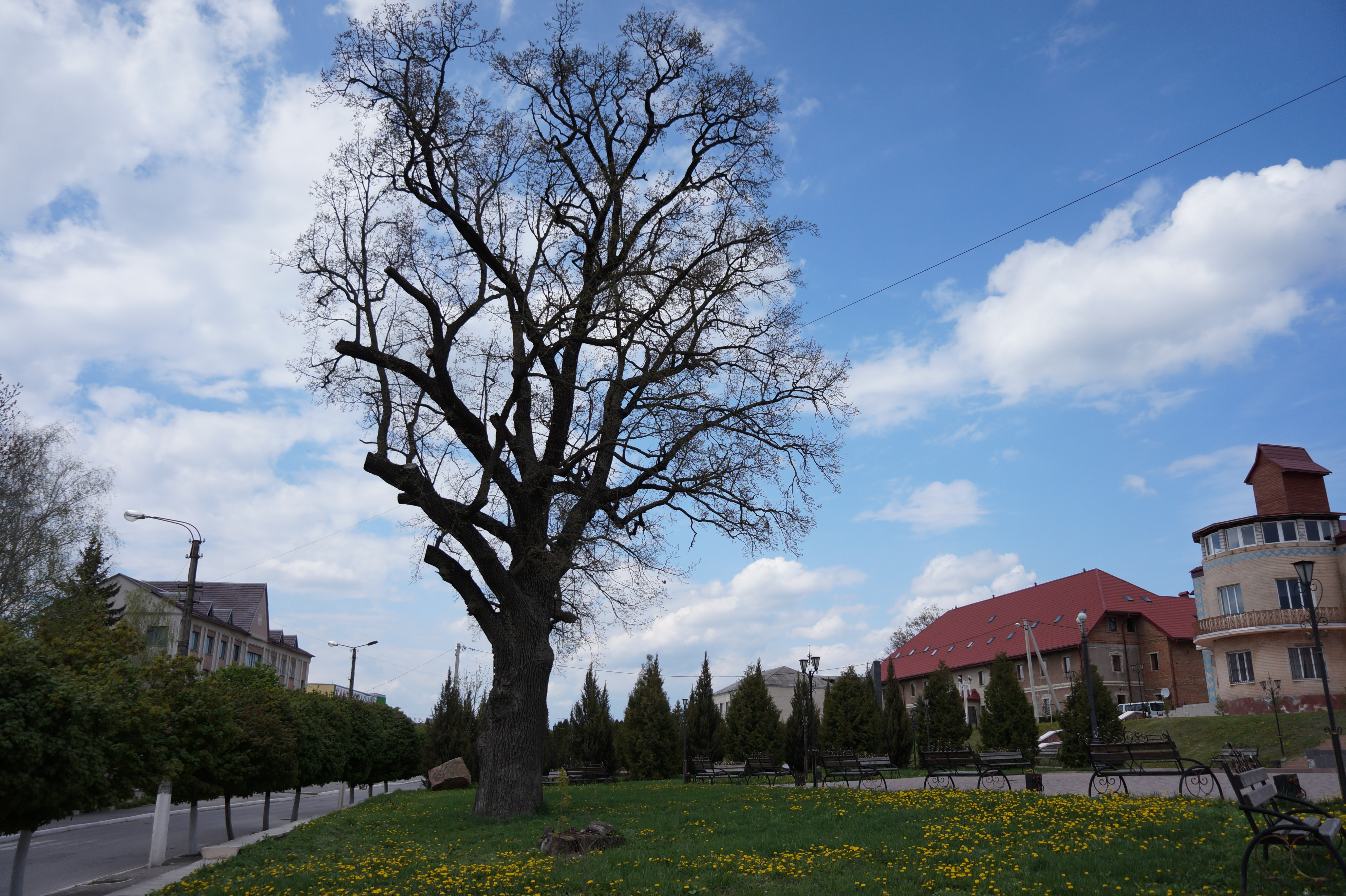